# ZSU-23-4 Shilka
Il ZSU-23-4 Shilka (in cirillico: ЗСУ-23-4 Ши́лка), anche designato come 2A6 Shilka, è un semovente antiaereo di fabbricazione sovietica, sviluppato a partire dal 1957 ed entrato in servizio presso le forze armate dell'Unione Sovietica nel 1965 in cui ha progressivamente affiancato e poi sostituito il ZSU-57-2.
Progettato per fornire difesa aerea di punto alle forze di terra in prossimità della linea di contatto con le forze avversarie, può neutralizzare bersagli in volo fino a 2.500 m di distanza e 1.500 m di altitudine nonché ingaggiare bersagli terrestri sia in posizione stazionaria che in movimento. Armato di un cannone quadruplo da 23 mm è in grado di operare in modalità sia manuale che automatica, servendosi in quest'ultimo caso di un radar di tiro.
Lo Shilka ha ricevuto il battesimo del fuoco nella guerra dello Yom Kippur ed ha conosciuto un considerevole successo commerciale, venendo esportato in numerosi paesi asiatici, africani e dell'america latina ed essendo realizzato in più di 6.500 esemplari.
A causa del rapido avanzamento tecnologico nel settore aeronautico, è stato sostituito da sistemi più moderni quali il Tunguska o convertito in ruolo contro-carro, come avvenuto nel corso della guerra civile siriana. Negli anni 2010, l'industria della difesa russa ha elaborato una versione ampiamente aggiornata dello Shilka, denominata ZSU-23-4M Shilka-M, dotata di un moderno radar montato sulla sommità della torretta e due lanciatori binati per missili Igla.
Al 2021, è ancora in servizio attivo nelle forze armate di numerosi paesi attorno al mondo.

## Caratteristiche
Essi hanno ciascuno una larga e piatta torretta con 4 cannoni da 23mm APV-23, ciascuno con 500 colpi pronti al tiro, sparabili in raffiche fino a 50 colpi l'una, ed un radar Gun Dish da ricerca ed attacco sui bersagli aerei incombenti in un raggio di 20 km. Anche se il radar è nominalmente vulnerabile alle ECM più sofisticate, essendo un modello a scansione conica, nondimeno lo Shilka è frequentemente capace di colpire in maniera letale chiunque si avvicini a meno di 2,5 km, anche con apparati ottici di mira per bersagli aerei e terrestri. La combinazione del quartetto di cannoni, raffreddati ad acqua per mantenere almeno 400 colpi al minuto di cadenza effettiva, radar leggero di acquisizione e tiro, computer analogico (gli ultimi modelli ne hanno uno digitale) è stata estremamente pericolosa per attacchi aerei a bassa quota.
I limiti sono una velocità non proprio eccelsa, così come la protezione, a causa dell'utilizzo dello scafo del PT-76, e una gittata insufficiente contro gli elicotteri che hanno missili anticarro e magari sono capaci di volare abbastanza bassi per evitare anche i SAM.

## Utilizzi operativi

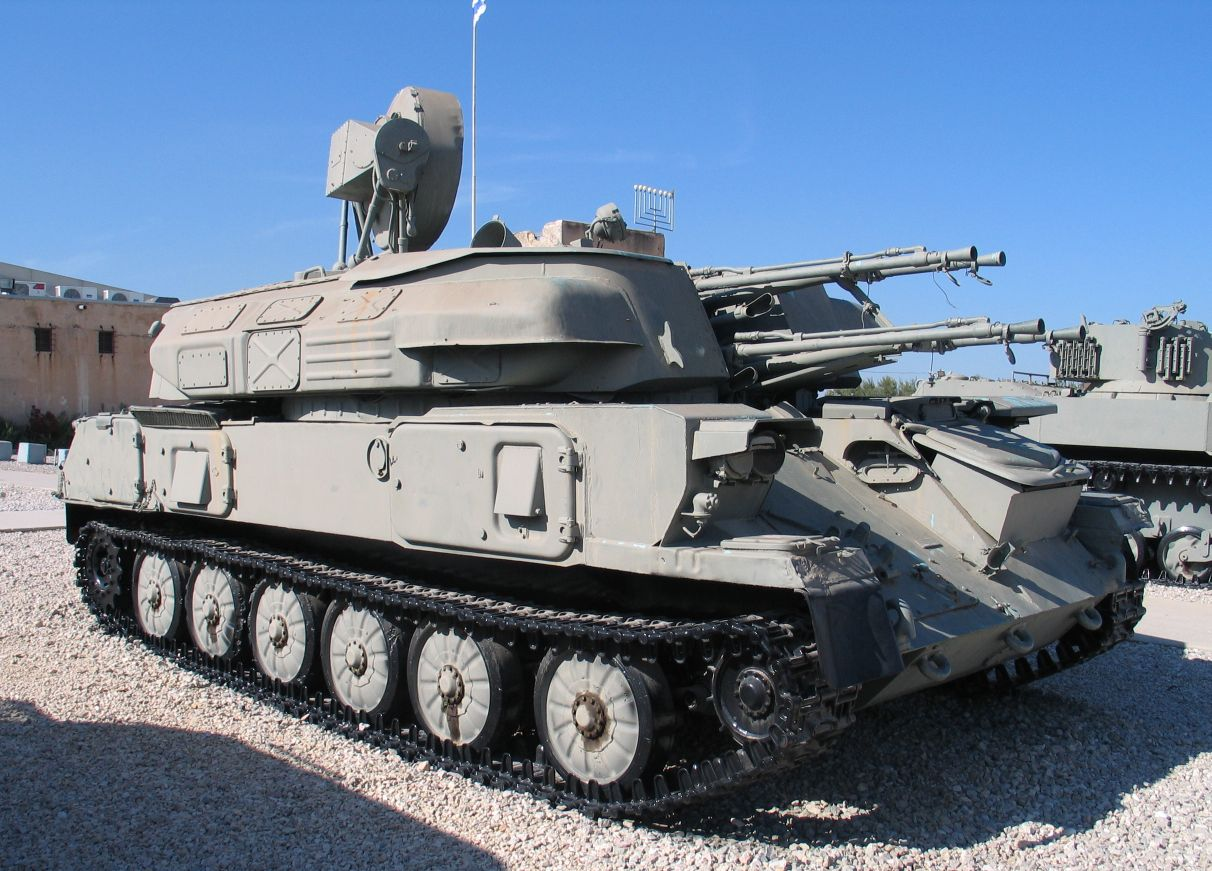
ZSU-23-4 al museo di Yad la-Shiryon in Israele

Il primo impiego operativo dello Shilka è stato nella guerra del Vietnam, dove fu largamente usato dall'esercito regolare nordvietnamita, abbattendo numerosi aerei statunitensi.
È stato utilizzato poi con successo nella guerra del Kippur nel 1973 abbattendo qualche jet israeliano, anche se il numero di aerei abbattuti addebitabili allo Shilka è tuttora poco chiaro.
Un aspetto poco noto di tale sistema è che può essere impiegato anche contro obiettivi terrestri, specialmente se poco corazzati (quali APC o truppe di fanteria): grazie all'elevata cadenza di fuoco rappresenta infatti una minaccia concreta anche a terra, spesso sottovalutata.
I russi (sovietici, al tempo) lo utilizzarono contro postazioni fortificate dei mujaheddin nel territorio afghano.
Durante la prima guerra del Golfo esso ha operato nelle file irachene, non riportando risultati significativi.
Con questo sistema d'arma è stato abbattuto il Tornado italiano, pilotato dal maggiore Gianmarco Bellini e dal capitano Maurizio Cocciolone, impiegato nell'"operazione locusta", il 18/01/1991.
Il velivolo al momento dell'abbattimento volava ad una quota di 150 piedi circa, "agganciato" dal radar del Shilka, l'equipaggio nel tentativo di "chaffare" ha potuto fare ben poco.

## Problemi
Lo Shilkha non è comunque esente da problemi, più volte segnalati, quali la inefficienza del suo sistema di raffreddamento ad acqua (perdite, malfunzionamenti): a causa di queste noie si possono verificare problemi di surriscaldamento nei cannoni che a volte continuano a fare fuoco anche quando l'operatore rilascia l'apposito comando.

## Anni recenti
Anche se attualmente il peso dell'età si fa sentire (soprattutto in termini di jamming in un contesto EW), esso è rimasto verosimilmente il sistema migliore e più efficace della sua categoria (contraerea di corto raggio) fino all'avvento del Gepard.

## Operatori
- Afghanistan
- Angola
- Armenia
- Bielorussia
- Bulgaria
- Cuba
- Repubblica Ceca
- Germania
- Egitto
- Etiopia
- Ungheria
- India
- Iran
- Iraq
- Giordania
- Libia
- Marocco
- Mozambico
- Mongolia
- Nigeria
- Corea del nord
- Perù
- Polonia
- Romania
- Russia
- Serbia
- Slovacchia
- Somalia
- Siria
- Ucraina
- Vietnam
- Yemen

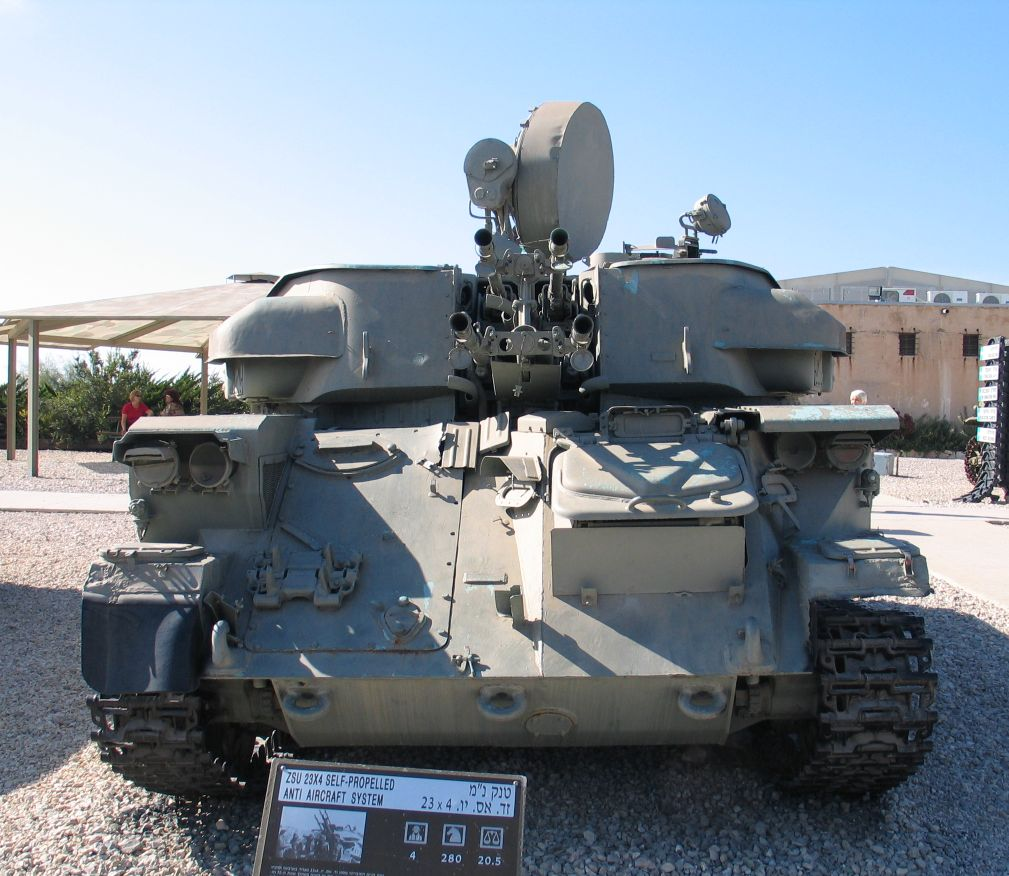
Visuale anteriore

- (non più esistente) Jugoslavia